# Hotellet (dansk TV-serie)
Hotellet är en dansk TV-serie, i samma anda som Lars von Triers Riket. Serien spelades in mellan 2000 och 2002, och sändes ursprungligen i TV 2 Danmark. Hotellet, där serien utspelar sig, är ett familjeägt hotell och personalen (och hotellet) bär på många mörka hemligheter.

### Fotnoter
1. ↑  ”Hotellet” (på danska). Danske film. http://www.danskefilm.dk/tvserie/5.html. Läst 10 februari 2017.